# Emmerich Kálmán
 (novembre 2023).
Si vous disposez d'ouvrages ou d'articles de référence ou si vous connaissez des sites web de qualité traitant du thème abordé ici, merci de compléter l'article en donnant les références utiles à sa vérifiabilité et en les liant à la section « Notes et références ».
 (novembre 2023).
Dans le nom hongrois Kálmán Imre, le nom de famille précède le prénom, mais cet article utilise l’ordre habituel en français Imre Kálmán, où le prénom précède le nom.
Œuvres principales
- Princesse Czardas, 1915
- Comtesse Maritza, 1924

Emmerich Kálmán (de son vrai nom Koppstein Imre, Koppstein ayant été volontairement abandonné, Emmerich étant une germanisation ultérieure de son prénom hongrois Imre), né le 24 octobre 1882 à Siófok en Hongrie et mort le 30 octobre 1953 à Paris, est un compositeur hongrois.

## Biographie
Issu d'une famille juive de Siófok, ville située sur les rives du lac Balaton, Emmerich Kálmán étudie la musique et plus particulièrement le piano à la célèbre Académie de musique Franz-Liszt de Budapest, où il a pour maître Hans von Koessler. En 1907, il remporte le Prix de composition François-Joseph. En raison de rhumatisme aux mains, il s'oriente ensuite vers la composition d'opérettes dans le style viennois, auxquelles il donne un caractère hongrois par ses nombreuses czardas entraînantes.
La version française de Violette de Montmartre est jouée au théâtre de la Porte-Saint-Martin en 1936 avec Lotte Schöne dans le rôle de Violetta.
Il s'installe à Vienne dès le début de son succès musical. Fuyant la persécution nazie, il émigre d'abord à Paris de 1938 à 1940, puis aux États-Unis, où il devient citoyen américain.
À la fin de la guerre, il revient en Europe et s'installe au 26, avenue Georges-Mandel, à Paris, où il meurt en 1953. Il est enterré au Zentralfriedhof de Vienne avec des funérailles nationales.
On rapporte qu'Hitler aimait tellement ses opérettes que celui-ci lui aurait proposé de devenir aryen d'honneur, « titre » rarement conféré, ce que Kálmán aurait refusé.
Kálmán est fait chevalier de la Légion d'honneur en 1938.
Kálmán est surtout connu du grand public français pour l'opérette Princesse Czardas, traduite en français et dont Marcel Merkès et Paulette Merval sont en leur temps les plus célèbres interprètes.
Son œuvre est plus largement connue en Allemagne, en Hongrie et en Autriche, où ses opérettes continuent à être jouées très fréquemment.
Aux États-Unis, ses airs sont repris dans plusieurs comédies musicales et notamment dans le film "I'll be yours" (1947) avec Deanna Durbin.

## Liste de ses opérettes
- The Gay Hussars-Tatárjárás (Manœuvres d'automne), Budapest, 1908
  - Ein Herbstmanöver, Vienne, 1909
  - Autumn Manoeuvres, Londres, 1912
- Az Obsitos, Budapest, 1910
  - Der gute Kamerad, Vienne, 1911
  - Gold gab ich für Eisen, Vienne, 1914
  - Her Soldier Boy, New York, 1916
  - Soldier Boy, Londres, 1918
  - A Soldier's Promise, Wooster, Ohio, 2005
- Der Zigeunerprimas (« La Vedette tzigane »), Vienne, 1912
  - Sari, New York, 1914
- The Blue House, Londres, 1912
- Der kleine König (« Le Petit Roi »), Vienne, 1912
- Zsuzsi kisasszony, Budapest, 1915
- Die Csárdásfürstin (« Princesse Czardas »), Vienne, 1915
  - The Riviera Girl, New York, 1917
  - The Gipsy Princess, Londres, 1921
- Die Faschingsfee (« La Fée de Carnaval »), Vienne, 1917
  - Miss Springtime, New York, 1916
- Das Hollandweibchen (« La Petite Hollandaise »), Vienne, 1920
  - A Little Dutch Girl, Londres, 1920
  - The Dutch Girl, É.-U., 1925
- Die Bajadere (« La Bayadère »), Vienne, 1921
  - The Yankee Princess, New York, 1922
- Gräfin Mariza (« Comtesse Maritza »), Vienne, 1924
  - Countess Maritza, New York, 1926
  - Maritza, Londres, 1938
- Die Zirkusprinzessin (« La Princesse de cirque »), Vienne, 1926
  - The Circus Princess, New York, 1927
- Golden Dawn, New York, 1927
- Die Herzogin von Chicago (« La Duchesse de Chicago »), Vienne, 1928
  - The Duchess of Chicago, É.-U., 1929
- Das Veilchen vom Montmartre (« Violette de Montmartre »), Vienne, 1930
  - Paris in Spring, É.-U., 1930
  - A Kiss in Spring, Londres, 1932
- Der Teufelsreiter (« Le Cavalier du diable »), Vienne, 1932
- Kaiserin Josephine (« Impératrice Joséphine »), Zurich, 1936
- Miss Underground, écrit en 1942, jamais produit
- Marinka, New York, 1945
- Arizona Lady, Berne, 1954, achevé par Charles Kálmán, son fils

## Hommage
- L'astéroïde (4992) Kálmán est nommé ainsi en son honneur[2].
- Le train de nuit Munich-Vienne-Budapest est baptisé de son nom.

## Adaptations
- Gräfin Mariza, film allemand de 1932 réalisé par Richard Oswald.
- Silva, film soviétique réalisé par Aleksandr Ivanovsky, sorti en 1944.